# Type B
La Type B (乙型自動拳銃?, Otsu-gata Jidō Kenjū) è stata una pistola semiautomatica ideata dall'ufficiale Kijirō Nambu tra il 1906 e il 1909 circa, per fornire un'alternativa alla precedente Type A e dotare l'Esercito imperiale giapponese di un'efficace arma da fianco d'ordinanza. In realtà, l'arma non risolse del tutto i difetti del precedente progetto e il suo costo proibitivo ne impedì sia una produzione in massa, sia la diffusione nel corpo ufficiali nipponico. Fabbricata in circa 6 000 esemplari, non fu mai ufficialmente immessa in servizio con le forze armate imperiali che, comunque, assorbirono la totalità della produzione.
Basandosi sulle lezioni apprese con quest'arma, nel 1925 Nambu riuscì a presentare una semiautomatica efficiente e più economica, la Type 14.

## Storia
Nel 1893 l'Esercito imperiale giapponese aveva immesso in servizio la rivoltella Type 26, arma d'ordinanza per gli ufficiali che dette una buona prova durante la prima guerra sino-giapponese, ma la comparsa dei primi modelli di pistole semiautomatiche ne mise in dubbio la convenienza. Perciò il maggiore Kijirō Nambu fu incaricato di sviluppare una semiautomatica per le forze imperiali. Profondamente influenzato dalla Mauser C96, nel 1902 egli presentò la Type A in calibro 8 mm, la cui produzione iniziò l'anno seguente presso l'arsenale di Koishikawa, uno dei distretti di Tokyo.
Tuttavia la Type A mostrò una serie di difetti e fu criticata per il costo eccessivo, tanto che Nambu ebbe il compito di progettare una seconda semiautomatica. Egli puntò su un complessivo rimpicciolimento della pistola, che risultò essere pari a 3/4 dell'ingombro della progenitrice, e ideò la munizione dedicata 7 × 20 mm Nambu; nel 1909 lo sviluppo della cosiddetta "Type B" fu concluso e ne fu ordinata la produzione sempre agli stabilimenti Koishikawa. I primi 450 esemplari ebbero il fondo del caricatore realizzato in legno e un percussore con diametro costante, i successivi rimpiazzarono il legno con l'alluminio e introdussero percussori a diametri variabili; l'anello porta-correggiolo rimase del tipo saldato, subito sotto al carrello. A causa del grande terremoto del Kantō del 1923 l'arsenale di Koishikawa fu raso al suolo e i macchinari sopravvissuti furono rilocati altrove, interrompendo così la produzione di nuove parti per la Type B. In ogni caso, fino al 1929 furono assemblate alcune altre centinaia di pistole con pezzi già consegnati e lasciati in deposito: Il totale di Type B completate si aggira sulle 6 000 unità.
La Type B non fu mai ufficialmente adottata da alcuna branca delle forze armate imperiali giapponesi. All'epoca era prassi comune che gli ufficiali pagassero personalmente la propria arma, cosa che pose subito in svantaggio la pistola a causa del prezzo estremamente elevato se paragonato ad armi simili, come la FN M1900; una Type B costava infatti circa 180 yen, ovvero l'equivalente dello stipendio mensile di un capitano dell'esercito. A dispetto di ciò, quasi tutti gli esemplari furono alla fine acquistati da ufficiali dell'esercito. Secondo un'altra fonte la Type B fu adottata dai quadri della Marina imperiale, che ne acquistarono la maggior parte, e i rimanenti esemplari furono venduti al Siam.
Tra i collezionisti è nota con il nomignolo ufficioso di "Baby Nambu" per le dimensioni ridotte e per essere la terza pistola dell'omonimo ufficiale dopo la Type A primo modello ("Granpa") e secondo modello ("Papa").

## Tecnica
La pistola Type B era un'arma semiautomatica di architettura tradizionale, operata a corto rinculo di canna; era camerata per la cartuccia 7 × 22 mm Nambu d'ideazione e produzione giapponesi, più debole rispetto ad altre munizioni coeve: l'energia sprigionata alla volata era paragonabile a quella della cartuccia 7,65 × 17 mm Browning e il proiettile raggiungeva una velocità iniziale di 241 m/s.
Nambu non era comunque riuscito a risolvere alcuni difetti tecnici. La sicura integrale all'impugnatura e il pulsante di rilascio del caricatore (capienza sette cartucce) interferivano con la caduta del caricatore stesso una volta vuoto; l'operatore, dunque, era costretto ogni volta a tenere premuto il pulsante, arretrare l'otturatore per comprimere la molla di recupero ed estrarre il caricatore manualmente: un'operazione scomoda e difficoltosa, specialmente sul campo. Non fu mai trovata una vera soluzione a questo problema e l'idea di rimuovere il pulsante di tenuta del caricatore fu alla fine scartata. Anche la forte inclinazione dell'impugnatura ebbe riflessi negativi sull'alimentazione: la molla del caricatore aveva una percentuale di successo del 60% e l'attrito delle cartucce contro le pareti del pozzo causavano ulteriore stress meccanico, difetti amplificati dalla stringenti tolleranze.
La somiglianza con la Luger P08 era puramente estetica, dato che la meccanica era stata traslata dalla Mauser C96.